# Team Illuminate

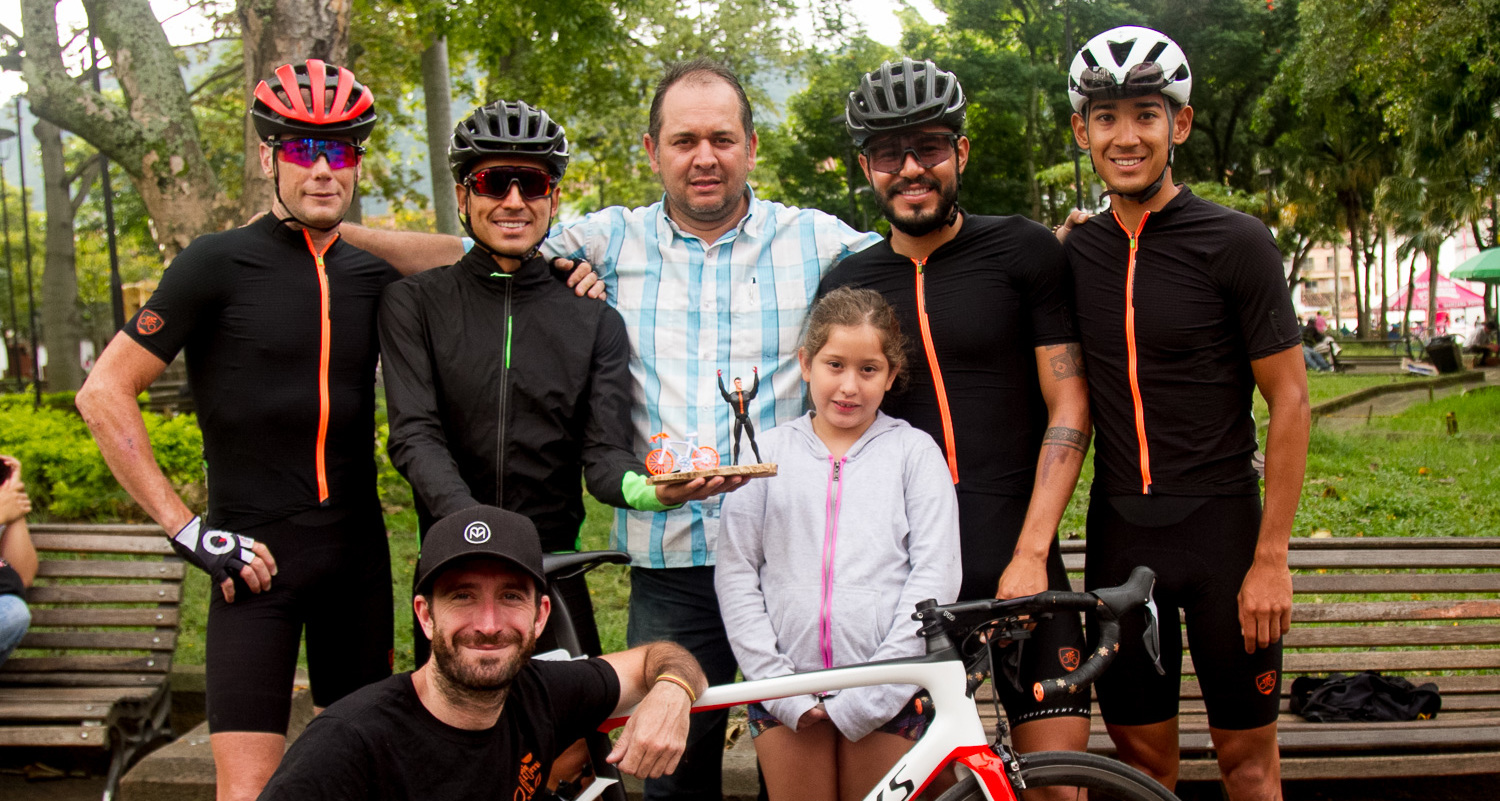
Einige Fahrer, u. a. Chris Horner (links), vom Team Illuminate bei der Vuelta a Colombia 2018

Team Illuminate, Airgas Safeway Cycling und Airgas Cycling war ein amerikanisches Radsportteam für Männer, welches zwischen 2014 und 2022 aktiv war.

## Geschichte
2014 wurde die Mannschaft als Continental Team gegründet. Im ersten Jahr konnte Platz 3 in der Gesamtwertung der Tour du Cameroun erreicht werden. 2015 wechselte Chris Horner zum Team und es folgten Platz 5 bei der Tour d’Azerbaïdjan, Platz 5 bei der Larry H. Miller Tour of Utah und Platz 9 bei der Tour of the Gila. 2016 wurde neben den Siegen Platz 6 bei der Tour de Taiwan, Platz 7 bei der Tour of Iran und Platz 9 bei der Tour d’Azerbaïdjan erwirkt. 2017 konnte das Team zweite Plätze bei der Tour de Taiwan und Tour de Korea, Platz 5 beim Winston-Salem Cycling Classic sowie Platz 12 bei der Tour d’Azerbaïdjan erzielen. 2018 erwirkte das Team Platz 2 bei der Tour of Almaty, vierte Plätze bei der Tour of Thailand, der Baltic Chain Tour und Rumänien-Rundfahrt und Platz 10 bei der Tour of Japan. 2019 gewann das Team die Gesamtwertung der Tour of Taiyuan sowie fünf Einzeletappen. Weiterhin wurde Platz 10 bei der Rumänien-Rundfahrt, Platz 11 bei der Tour de Korea und Platz 13 beim CRO Race erreicht. Zwischen 2020 und 2022 konnte das Team keine nennenswerte Ergebnisse bei Rennen erzielen. Ende 2022 wurde das Team aufgelöst.

## Erfolge
2014
- zwei Etappen Tour du Cameroun

2016
- eine Etappe Tour of Iran
- Kolumbianischer Meister – Straßenrennen
- Australischer Meister – Einzelzeitfahren (U23)

2017
- zwei Etappen Tour de Taiwan
- eine Etappe Vuelta a Colombia
- eine Etappe Tour d’Azerbaïdjan
- eine Etappe Sibiu Cycling Tour
- eine Etappe Tour of Rwanda
- L'Enfer du Chablais

2018
- drei Etappen Tour of Thailand
- eine Etappe Tour of Japan
- eine Etappe Baltic Chain Tour

2019
- Gesamtwertung und fünf Etappen Tour of Taiyuan
- drei Etappen Tour of Korea
- eine Etappe Tour of Thailand

## Bekannte ehemalige Fahrer
- Christopher Horner (2015+2018–2019)
- Edwin Ávila (2016–2017)
- Callum Scotson (2016–2017)
- Simon Pellaud (2017–2018)
- Martin Laas (2018–2019)
- Rodolfo Torres (2019–2022)